# 永远的毁灭公爵
《永远的毁灭公爵》（简称“DNF”）是一款由Gearbox Software开发的第一人称射击游戏，原本1997年由3D Realms开发，本作被认为是3D Realms的著名射击游戏《毁灭公爵3D》的续作，游戏在2011年6月全球同步上市。开发工作由当初《毁灭公爵》的制作人之一乔治·布罗撒（George Broussard）负责管理。在数次延期跳票之后，官方於2001年起发售时间訂為「完成后发行」(When it's done)。
本作据信是以“前所未有的互动性”为卖点，以“超越极限的游戏体验、创造崭新的互动性、多样性、游戏性行业标准”为目标，结局却是因前所未有的极限跳票而闻名，时常被赞誉为“史上开发时间最长游戏”或“史上最浪费资金游戏”。本作的首次公布是在1997年4月，而关于本作的各类信息以多种形式在1997年，1998年，1999年，2007年和2008年时有出现。因此本作引致不少猜测，并被授予数项太监游戏大奖。
2009年5月本作的开发团队3D Realms被解散，本作的开发工作被暂停。虽然Take-Two仍享有本作的发行权，他们与3D Realms并未就本作后续的开发资金达成协议。Take-Two向3D Realms提起诉讼，指责后者未能在约定期限内完成游戏。
Take-Two對3D Realms的訴訟在2010年5月結束，審判結果並未向外界公開。但同年9月3日2K Games宣佈，經過14年的等待，永远的毁灭公爵將由該公司發行，並由Gearbox Software開發，而且預定2011年6月14日正式發售於北美地區，6月10日於歐洲地區。

## 剧情
遊戲的劇情設定在《毀滅公爵3D》的12年以後，公爵現在是一名聞名世界、眾人擁戴的人物。遊戲從公爵在一棟大廈裡玩電子遊戲開始（這一段遊戲取材自《毀滅公爵3D》的最後關卡），在打敗了前作的關卡頭目之後，公爵前去參加一場脫口秀。途中可以看到外星人的船艦正停在這個都市的上空，電視也報導外星人船艦到來的消息。當公爵到達脫口秀現場時才發現該處是空無一人，唯一留下的主持人告訴公爵脫口秀已經取消了，因為媒體正急忙報導外星人的出現。公爵因此決定回到他的「公爵洞」（Duke Cave）去，這是他在大廈中的隱密處所。
在該處，美國總統和地球防衛軍（Earth Defense Force，簡稱EDF）的格雷夫斯將軍（General Graves）和他進行了一場視訊連線。總統命令公爵不准對外星人做出任何攻擊行動，現在雙方正在外交交涉之中。但是當這場視訊結束的時候外星人就侵入了公爵洞，因此公爵違反了總統的命令開始對付這些外星人。這些外星人除了四處破壞以外還不斷的綁架女人。當公爵終於殺出一條血路以後他見到了格雷夫斯將軍，將軍告訴他這些外星人要對公爵報仇，而他們把女人都綁到了公爵圓頂（Duke Dome），同時他們正利用胡佛水壩產生的電力來製造出一個蟲洞傳送門，藉此讓更多外星人進入地球。公爵的下一步當然就是進入公爵圓頂，他在那裡找到了被綁架的女人，她們全部都變成了替外星人生小孩的工具，當小外星人出生的同時也會把這些女人炸開。最後公爵找到圓頂裡的外星人女王（Alien Queen）並殺了她，但是激戰後公爵也受了傷，陷入昏迷。
恢復意識以後，公爵在他的公爵漢堡店（Duke Burger）大戰外星人，隨後搭機前往胡佛水壩（其中一段路是乘著他的怪獸卡車去的）。他在該處見到了好友迪倫（Dylan），迪倫已經深受重傷，他告訴公爵外星人Cycloid Emperor現在就在水壩這裡，要關閉外星人傳送門的方法唯有摧毀水壩。在迪倫死前，他把一組炸藥交給公爵，並祝他好運。公爵在一番戰鬥以後進入了水壩深處並將之炸毀，然而強大的水流差點讓他淹死。最後他被一個EDF士兵救起，這時傳送門已經消失了，而總統正在他身邊忿怒的指責他不聽命令，同時總統也對該處下達了一個核子攻擊的命令，要把外星人和公爵一起除掉。突然出現的Cycloid Emperor卻把總統殺了，隨後公爵奮力一搏，打敗了這個最後的頭目。格雷夫斯將軍也即時出現，在核彈炸毀該處以前救走公爵。
遊戲的最後幾幕可以看到衛星掃描核彈命中處，而且把公爵列入陣亡名單。但是可以聽見公爵回應道：「這是什麼爛結局？我還沒死，我還會回來搞更多東西！」（What kind of shit ending is that? I ain't dead, I'm coming back for more!）。在製作小組的名單跑完以後，可以看到一小段新聞採訪式的影片，其中公爵宣佈參選美國總統選舉。

### 開發完成以前的變動
《永远的毁灭公爵》的剧情通过一系列的预告视频和截图透露，3D Realms在1998年和2001年E3大展公布了视频，并在那几年间公开了一些截图。但是，自从最后一段演示视频后本作历经重大变迁，剧情已经难以預料。
一些次要角色的命运也不清晰。2001年的演示视频显示拉斯维加斯遭外星人入侵，毁灭公爵使用了数种武器战斗。公爵与外星人的交战发生在多种不同的环境：矿区，荒郊野外，拉斯维加斯市区，水面，以及室内。
2003年，3D Realms官方网站宣布“此前发布的视频和截图已无法体现游戏的外观和特点，特此删除”。
2008年，达拉斯经济时报报道游戏中将出现一位退休的公爵，拥有一间名叫“淑女杀手”（the Lady Killer）的赌场遭到外星人的袭击。

## 遊戲玩法
《永遠的毀滅公爵》是一個有很多環境互動元素的第一人稱射擊遊戲，這尤其表現在他的劇情模式中。好比說，玩家們可以撿拾或使用各式各樣的物品。這些物品包含了雪茄、啤酒、食物、汽油桶、箱子、排泄物等。遊戲裡也有很多可以更進一步互動的物件，好比彈珠台、桌上曲棍球、撞球檯、舉重設施等娛樂器材（玩家可以像現實世界那樣使用這些器材），以及爆米花與微波爐（玩家可以用微波爐爆爆米花再吃掉）、小便斗、白板（可以在上面畫圖或寫字）等。
在戰鬥方面，公爵在本作中只可以攜帶兩把槍枝進行戰鬥（PC版在一次更新以後可以在劇情模式裡攜帶四把）。這些武器除了傷人的槍械以外也包含了幾把獨特的武器，像是可以把人縮小的縮小光線槍（Shrink Ray）和把目標凍成冰塊的冷凍光線槍（Freeze Ray）。如果所有武器的彈藥都用盡了，那麼公爵會掄起拳頭和敵人肉搏。平時公爵也能用手上的槍枝直接敲人。遊戲裡有幾項獨特的物品可以攜帶使用，像是啤酒、類固醇和幻影公爵（holoduke）。啤酒讓公爵可以承受更多傷害（但是視線會變得模糊，因為公爵喝醉了），類固醇讓公爵有更大的肉搏攻擊力，幻影公爵則是一個小盤子，可以投影出虛擬的公爵影像，同時真正的公爵會變得幾乎隱形而難以察覺。遊戲也有一些傷害性的物品，像是管子炸彈（Pipe Bomb）和陷阱炸彈（tripwires）。
遊戲的生命值計量也和前作不同，公爵的生命值是以「自尊心」（Ego）計量的。要是公爵被打傷，他的自尊心就會下降，當自尊心降到沒有的時候，公爵就會有生命危險，此時受到的傷害很可能讓他死亡。但是只要公爵能夠一段時間不受傷的話，他就可以恢復自尊心到全滿。在劇情模式裡玩家可以透過各種行為來增加公爵的自尊心上限，好比贏一場桌上曲棍球、讚美鏡中的自己、替人簽名、擊敗關卡頭目等。這樣公爵就可以有更高的自尊心並承受更多傷害。
《永遠的毀滅公爵》的多人遊戲類似於傳統的多人第一人稱射擊遊戲，遊戲模式包含了死鬥、團隊死鬥和奪旗（不過公爵要搶奪的是女人而不是旗子，這些遊戲模式也用「公爵式」的方法命名）等。每個玩家都扮演公爵（可以有各種不同的裝扮），透過在遊戲中賺取分數和達成某些目標，玩家的角色可以升級並且能夠有更多的方式打扮公爵，像是給他戴各種怪異的帽子或眼鏡，因此每個玩家的公爵通常不是全然相同的。升級也能解開「我拿到的東西」（My digs）裡的物品，玩家可以進入公爵大廈裡的幾個房間與大廳，這裡原本堆滿未開封的箱子，當玩家升級時這些箱子裡的物品就可以揭露出來，裝飾屋內。這些裝飾品包含了畫作、雕像、標本等，還有數名可以互動的人物。

## 开发历程

1999年公佈的《永遠的毀滅公爵》遊戲截圖。

《永远的毁灭公爵》首次公布于1997年4月28日，同时宣布购买Quake II engine的使用权。当时预计1998年中叶正式发售。早期的开发工作早在1月便已着手进行，到8月和9月，最早的几张截图被刊登在《PC Gamer》杂志上。在该杂志的11月号，斯科特·米勒（Scott Miller，3D Realms的CEO）宣布游戏将于1998年发布。然而直到1997年11月3D Realms才实际获得雷神之锤II引擎的代码，此前发布的截图只是制作组在工余用雷神之锤II引擎仿制而来的。3D Realms在1998年E3展会上首次公开了使用雷神之锤II引擎的游戏视频。

### 换用虚幻引擎
1998年6月，3D Realms宣布本游戏改用Epic公司的虚幻引擎。这受到支持者的关注，因为换用引擎意味着游戏开发周期的延长。布罗撒声称从雷神引擎换到虚幻引擎只会占用制作组“1个月到6星期”的时间，本游戏不会被严重地延迟。他还向玩家保证所有在当年E3视频中公布的游戏元素将原封不动地转移到虚幻引擎下，本作的发售时间预计在1999年。
1999年，3D Realms宣布他们决定改用《虚幻竞技场》使用的改进版虚幻引擎。当年11月1日他们公开了最早一批本作在虚幻引擎下的截图。12月，3D Realms发出的圣诞贺卡暗示游戏将在2000年发售。
2000年12月初，游戏发行商Gathering of Developers宣布他们获得了《永远的毁灭公爵》的发行权。不久，3D Realms分发了另一份圣诞贺卡暗示游戏将在2001年发售。
2001年5月的E3大展上，3D Realms发布了本作的第二段演示视频，展示了几分钟的游戏画面，玩家在看似拉斯维加斯的都市中行动，展现了一定程度的互动性：玩家在一台自动贩卖机上买到三明治，并玩了老虎机。当年8月，Gathering of Developers关门结业，《永远的毁灭公爵》发行权被转让给Take-Two Interactive。
2002年，在雇佣了数位新程序员后制作组完全改写了游戏引擎的模型与渲染数据，并开始制作次世代的游戏内容。布罗撒估计大约有95%的关卡设计工作必须推倒重来。他不久后还承认自从改用虚幻竞技场引擎，他们离发售游戏的距离從未小于两年。此时，制作组已经开始使用虚幻引擎 2.0 以支持像素着色 、 法線貼圖和高動態範圍燈光效果之类的特效。
布罗撒有几次声称早期虚幻引擎版本保留下来的唯一成果是一部分以UnrealScript写成的底层代码，连线游戏代码和UnrealEd编辑器。剩下的一切（除了物理引擎）都是从零重新编写的。布罗撒将游戏的长期跳票归咎于一再改变的游戏引擎。后者稳定下来后，3D Realms将制作团队从22人扩张到31人。

### 物理引擎变动
2004年9月14日，3D Realms宣布他们将用Meqon设计的物理引擎来取代虚幻自带的Karma物理引擎。一些游戏网站推测《永远的毁灭公爵》将使用为次世代家用机平台设计的最新型物理引擎。

### 与Take-Two的冲突
2003年5月20日，Take Two的CEOJeffrey Lapin告诉记者，游戏直到2003年底都不会推出。作为回应，乔治·布罗撒在Shacknews声称Take Two应当閉嘴（“STFU imo”）。当年12月18日，Jeffrey Lapin又说3D Realms告诉他《永远的毁灭公爵》将会在2004年末或2005年初完成。
2004年9月9日，GameSpot报道说《永远的毁灭公爵》又要改用Doom 3引擎。不少游戏新闻网站向乔治·布罗撒发出询问邮件，要求他对该传言发表看法。由于布罗撒保持沉默，这些媒体将传言当作事实发表出来，文章末尾加上一句“3D Realms至今未对该消息发表看法”。当天晚些时候，乔治·布罗撒明确地否认了该传言的真实性并解释他之所以未回复邮件是因为他正巧在写字楼的其他地点工作。
2007年3月20日，斯科特·米勒在与YouGamers的一次访谈中承认他们仍在使用虚幻引擎，不过已经改用一个大量修改过的版本。

### 2005–2007
2005年有谣言传说本作将与3D Realms此前放弃的《Prey》一起参与2005年度E3展会。事实是只有《Prey》参加了展会，《永远的毁灭公爵》并未露面。
2006年2月，布罗撒在一次访谈中提到本作的开发进度。他声称游戏已经接近制作完毕，武器、怪物和其他一切都已经制作就绪。布罗撒说制作组正在进行最后的扫尾和修饰工作。
同年4月，布罗撒展示了游戏中的一些内容，包括一个早期关卡，一段驾驶车辆的过程，和一些测试用房间。其中一段发表在Computer Games magazine当年5月号的演示表明，玩家可以通过与游戏中的电脑互动，发出真正的电子邮件。
2006年3月21日，3D Realms CEO 斯科特·米勒谈到本游戏时说：“当然，在《永远的毁灭公爵》完成后我们会开发续篇”。
当年5月，在提交给SEC的档案中Take-Two透露他们经协商，将本作发售后的预期收益从600万美元修改为425万美元。这份档案还表明只要《永远的毁灭公爵》能在当年12月31日前发布，Take-Two愿意提供50万美元的奖金。然而，布罗撒否认了本作即将发售的传言，声称3D Realms从不在意奖金。他强调，他“决不会赶工发售游戏”。
2006年8月30日，Shacknews报道有数位核心员工从3D Realms离职，并预测这次事件将使游戏的发售日期进一步延迟。不过3D Realms强烈地反对上述判断，声称那些员工早在几个月前便已离职，游戏的进展未受影响。

### 2007–2009

永遠的毀滅公爵2007年預告片中的一幕

2007年1月25日与5月22日，乔治·布罗撒在Gamasutra上刊登的两次招聘广告上用上了200X125分辨率的本游戏截图，图中毁灭公爵用两把枪指向敌人（变异猪）。布罗撒此后承认这确是游戏截图。
2007年7月，Game Informer发布了两张新的低分辨率截图，其中一张似乎是此前未出现过的关卡截图，另一张则是年初发布的截图中的场面，角度稍有不同。
2007年12月19日，一段新视频被发布，据称是3D Realms员工在工余制作，用于参加公司年度圣诞晚会。同一份声明还承认游戏作曲家Jeremy Soule（曾替《横扫千军》，《星際大戰：舊共和國武士》，《Secret of Evermore》，《獵魂》，《工会战争》，《上古卷轴IV：湮没》等遊戲作曲）参加了本作的制作团队。乔治·布罗撒声明那段视频是恶搞视频而非正式的演示视频。他还宣布此前所有与《永远的毁灭公爵》相关的媒体发布一概无效，包括2001年发布的演示视频。布罗撒还承认上述圣诞视频确实取自游戏，除了几个镜头来自开场和结局动画。
3D Realms宣布，游戏的具体发售日期待定，任何号称获得“内部信息”的零售商都是撒谎。
米勒于2008年2月6日一封寄往达拉斯经济时报的电子邮件“确认”游戏将于年内发售，不过这并非正式声明，因此本游戏仍旧未确定官方发售时间。布罗撒不久后否认了上述传言。有迹象表明制作组在努力赶在2008年底前完成游戏，但也有消息称他们“推迟几个月也不奇怪”。于是媒体预测本游戏最有可能于2009年发售。在一篇达拉斯经济时报上介绍本作的文章中，附带了一张低分辨率的怪物截图。
2008年6月5日，一段本作的游戏画面出现在The Jace Hall Show （页面存档备份，存于）的第一话中。该画面出现在手提摄像机拍摄的影片中因而未被接受为公开发布。影片中，主持人Jason Hall在3D Realms办公室的一台电脑上试玩了本作的一个关卡。这段影片拍摄于播出前六个月且据布罗撒说，其中涉及的一些粒子特效和战斗效果已经被修改掉了。
另一份2008年6月20日刊登在Gamasutra上，招聘“关卡设计师或程序员”的广告中出现了一张缩略图尺寸的游戏画面截图。图中毁灭公爵手持左轮手枪和烟斗，身处某种昼间的室外环境中。相同的招聘广告不久出现在3D Realms的网站上。
《永远的毁灭公爵》缺席了2008年度的E3。此前，斯科特·米勒曾声称E3“并不重要”。
2008年9月24日在Xbox Live Arcade平台上发售的《毁灭公爵3D》中，包含了两张在达成一切成就后可以解锁的本作截图。其中一张是第一人称视角的公爵面对Octabrain给手枪换弹夹的场面，背景是一座水坝。另一张截图是在脱衣舞俱乐部中对公爵的面部特写。
在2008年12月18日3D Realms发布了一张包含几种《永远的毁灭公爵》中出场的敌人的墙纸，作为送给支持者的圣诞礼物。该图片中的怪物模型和光源都来自实际游戏，包含了六个不同的敌人外形，其中两个较为巨大的可能是boss。乔治·布罗撒就此解释了游戏中的互动内容，那些用螺栓装备在怪物身上的“盔甲”是可以用武器打掉的。另一张相似但只包含一部分内容的图片不久前作为圣诞礼物被上传到布罗撒的twitter页面，取自3D Realms的年度圣诞派对礼物交换。
2009年1月12日，乔治·布罗撒在自己的Twitter页面上写道：“游戏设计师常说，裁减得越多上市越早。我们的这一年是挥舞着一把链锯开始的”。这一信息造成了更多的猜测和这样一种逐渐坚定的印象：本游戏即将在2009年以内发售。在2009年2月11日，布罗撒还上传了一张bug名单的照片。2009年4月15日，布罗撒在他的Twitter页面上宣称游戏的设计工作已经取得重大进展，“800到900件工作中现在只剩下71件没做”。

### 制作组解散以及3D Realms裁员－2009年5月
3D Realms于2009年5月8日暂停本作的制作组活动，原因是资金不足，但知情人反映仍有一个小规模的团队继续本作的开发。《永远的毁灭公爵》的开发工作停顿，结局不明。作为发行商的Take-Two Interactive回应道他们仍旧掌握有本作的发行权，但已经停止为本作拨款。
同年5月7日到5月8日，一名自称是制作组前雇员的人上传了一批本作的截图、概念图、模型设定以及告别信息。5月9，10，11，12日也发生了类似的信息泄漏。5月9日，Duke4.net论坛上流出一段非官方《永远的毁灭公爵》游戏视频。放出视频的用户称，该视频由一位在本作制作组中工作的动画设计师Bryan Brewer用作个人展示，视频泄漏时Brewer还在等待布罗撒批准他使用这段视频。2009年5月10日另一段游戏动画视频被漏出，同一Duke4.net论坛用户此后还陆续泄漏了28张游戏截图和本一些介绍本作剧情的文档。这些截图是从一位Linkedin雇员Richard Huenink的文档中取得的。
此后，G4TV和IGN等媒体开始怀疑3D Realms解散制作组是否一次商业炒作。但是在2009年5月18日3D Realms正式证实了本作制作组被解散的事实。
2009年5月14日，Take-Two以未能按期完成《永远的毁灭公爵》为由起诉3D Realms——诉讼中使用了后者的注册公司名：Apogee Software Ltd。Take-Two诉称，他们在2000年仅为从Infogrames处购得本作的发行权就支付了1200万美元。3D Realms则辩称他们并未收到那些钱，该协议只在Infogrames与Take-Two两公司之间有效，与被告无关。这次诉讼看上去是一次合同纠纷，但上述1200万美元并非争议重点。Take-Two向法院申请针对3D Realms的禁制令及诉前财产保全，防止后者在诉讼过程中蓄意破坏游戏。The court denied Take-Two's request for a temporary restraining order.
随着诉讼文书的公开，证实早在2007年2K Games就开始设计一款使用毁灭公爵系列世界观的游戏，代号"Duke Begins"，预计2010年中完成。关于《永远的毁灭公爵》开发工作于2009年4月在未得Apogee同意的情况下强行中止，Apogee抗辩称那是“Take-Two和2K Games试图胁迫Apogee将毁灭公爵系列相关权益以不公平的低价转让”。
2009年7月下旬，斯科特·米勒在他的Facebook页面上声明：“如果你还不知道，‘公爵’只是小憩片刻，马上就会回到游戏”。不久便证实在Facebook有毁灭公爵的官方页面被创建，在那里《永远的毁灭公爵》截图被不断公开，包括Cycloid Emperor和其他Battlelord的图像。7月17日，该页面因违反Facebook不允许虚构角色创建页面的规定而被关闭。当天斯科特·米勒宣称新的官方页面一星期内就会上线，一张截图赶在毁灭公爵Facebook页面被关闭前上传至该网站，图片表现了游戏中一位脱衣舞女的背影。
7月20日斯科特·米勒说他并不急着建设官方页面，该网站也许会在一两个月内上线。“何况，在网站上线前我们必须给它准备一些爆炸性新闻”。
在3D Realms被关闭的消息证明是虚假的后，Jace Hall又在Jace Hall Show本季最后一集中收入了两分钟的《永远的毁灭公爵》游戏画面。

### 復活
在2010年9月的Penny Arcade展覽中，Gearbox Software正式公佈他們承接了3D Realms的進度繼續開發《永远的毁灭公爵》。其中一名開發者更於訪問中表示遊戲將於2011年內發行上市。
Gearbox的總裁Randy Pitchford表示他們早於2009年已經開始接手永远的毁灭公爵，而他們現在亦擁有毁灭公爵系列的版權。

## 發售
2011年5月10日：正當玩家議論《永遠的毀滅公爵》是否再次跳票時，《永遠的毀滅公爵》在Steam建立了商店頁面 （页面存档备份，存于），在頁面裡明確說明了該遊戲在2011年6月10日發售，並且已經可以在steam預購（確定於6月10日解鎖）。
2011年6月9日，《永远的毁灭公爵》PC正式版开始在Steam接受付费下载，14年跳票史就此终结。

## 追加下載內容

### Duke's Big Package
在北美地區，電子遊戲零售商GameStop承諾預購遊戲的消費者會有獨有的遊戲內容，即是「Duke's Big Package」。玩家在遊戲開始時會收到「Big Heads」、「Ego Boost」和遊戲內自訂的T恤。玩家可以透過預購的收據上的一組碼來啟用這些內容。

### Hail To the Icons Parody Pack
Hail To the Icons Parody Pack裡包含了3個新的遊戲模式：Freeze Tag、Hot Potato、Hail to the King，新武器和4張新地圖，釋出於2011年10月11日。

### The Doctor Who Cloned Me
The Doctor Who Cloned Me包含一個新的劇情模式遊戲，Proton博士在51區深處進行邪惡的計劃，公爵要深入此處打敗自己的複製人和外星人並且破壞Proton 博士的計劃（Proton博士是《毀滅公爵》裡的角色）。另外此DLC也包含了4張多人遊戲的新地圖，釋出於2011年12月13日。

## 媒体报道
Wired News一连数年授予本作“最佳太监游戏奖”。本作在2000年名列第二，在2001和2002年蝉联第一。该网站还专为本作设置了“太监游戏终身成就奖”，并于2003年颁发给本作。乔治·布罗撒接受了奖项并简单回应道“我们知道已跳票很久”。2004年本作却未能出现在太监游戏前十强，Wired News编辑解释说他们颁发终身成就奖就是为了避免本作长期占着榜单。然而，鉴于读者的要求，Wired News改变了主意，让本作在2005，2006，2007年连续夺得太监游戏的頭銜。2008年，Wired网终于决定将本作永远撤下榜单，理由是“再好笑的笑话也有听腻的一天”。但考虑到本作游戏视频出现于Jace Hall Show，该站再次给予本作第一名的荣誉。
《永远的毁灭公爵》由于不断跳票而遭游戏媒体和玩家取笑，本作的标题，尤其是“永远的（Forever）”一词被替换为多种形式，例如“永不登场（Never）的毁灭公爵”，“让人好等（TakingForever）的毁灭公爵”，“爱来不来（Whenever）的毁灭公爵”，“干脆拉倒（Fornever）的毁灭公爵”，“千万别来（Neverever）的毁灭公爵”等。也有玩家主张本作的首字母缩写DNF也有“DID NOT FINISH（未完成赛道）”的意思。该短语在赛车运动中被广泛运用，形容因故（如机械故障或事故）未能跑完全程的选手。
2003年6月号GameSpy刊登了“游戏历史上最蠢的25个瞬间”，《永远的毁灭公爵》排名18。
The Jace Hall Show的主持人Jason Hall在他2008年6月的第一期节目中玩过本作后形容本作很“完美”，评价道“我目击到了，确实能玩，不是谣传，都高兴去罢”。在采访中Hall开玩笑地询问布罗撒和米勒：“我满怀敬爱之情地请问一句，到底是怎么搞的拖这么久？”布罗撒也以玩笑话回应：“当然是有一点娼妓和可卡因的因素，不过这些问题都解决了。现在最大的麻烦是《魔兽世界》。”在此后接受1UP.com采访时Hall形容本游戏“非常优秀”，“也许是唯一一部值得等待12年甚至更久去玩的游戏”。

## 外部連結
- 永遠的毀滅公爵Steam商店頁面 （页面存档备份，存于）
- 永遠的毀滅公爵官方網站 （页面存档备份，存于）